# Dronédarone
Le dronédarone est un médicament antiarythmique administrable par voie orale et utilisé dans le traitement de la fibrillation auriculaire pour diminuer le risque de récidive.

## Mode d'action
Il fait partie de la classe III de la classification de Vaughan-Williams et est un équivalent de l'amiodarone. Il joue sur plusieurs canaux ioniques : potassium, sodium, calcium et possède une activité inhibitrice sur le système adrénergique.

## Métabolisme
La molécule est absorbée par le tube digestif. Il est métabolisé par le cytochrome P450 en une forme peu active. Les molécules potentialisatrices de ce système sont donc susceptibles d'augmenter le taux de la forme active de la molécule.
La demi vie d'élimination est de l'ordre de 24 heures, ce qui est beaucoup plus court que celle de l'amiodarone.
Il n'existe pas de forme intraveineuse.

## Efficacité
Les données probantes sur le produit proviennent principalement de l'étude Athena, où l'issue principale était un composite des hospitalisations et des décès. Le dronédarone a réduit de 24 % cette issue par rapport au placebo (p < 0,001). La mortalité totale a été réduite de 16 %, toutefois, cette diminution n'était pas statistiquement significative selon le seuil déterminé par l'étude (p = 0,18, p > 0,05). Le nombre de patients inclus dans l'étude (n = 4628) pourrait expliquer le manque de puissance pour cette dernière issue.
Ces résultats sont confirmés par d'autres études, montrant également un ralentissement de la fréquence cardiaque en cas de récidive de fibrillation auriculaire.
La dronédarone semble cependant sensiblement moins efficace que l'amiodarone, même si cette dernière est moins bien tolérée.

## Effets secondaires
L'avantage de développer une molécule ayant des propriétés pharmacologiques bénéfiques similaires à l'amiodarone est certainement de pouvoir réduire les récidives de FA comme cette dernière molécule, sans toutefois avoir ses effets secondaires. Bien que le suivi moyen dans l'étude Athena n'était que de 21 mois, aucune hausse d'effets indésirables pulmonaires ou thyroïdiens n'a été notée dans le groupe traité par rapport au groupe contrôle (des effets souvent rencontrés avec la prise d'amiodarone). Ces résultats sont prometteurs, mais restent à être validés dans des études avec plus de patients et avec un suivi plus long. Une explication potentielle pour l'absence d'effets secondaires thyroïdiens pour le dronédarone pourrait être le fait que la molécule ne contient pas d'atomes d'iode, comparativement à l'amiodarone.
Il existe un risque d'aggravation d'une insuffisance cardiaque préexistante, voire une possible augmentation de la mortalité dans cette situation. De même, son emploi chez le patient ayant une fibrillation atriale permanente peut être délétère.
Deux cas d'hépatites sévères ont été rapportés. Même s'il n'existe pas de preuve de la responsabilité de ce médicament, la Food and Drug Administration a émis un avis de précaution en janvier 2011. De même, l'agence européenne des médicaments recommande une surveillance régulière du bilan hépatique chez les patients prenant ce médicament.
En pratique, en respectant les contre-indications du produit, la dronadérone n'augmente pas la mortalité et le risque d'hépatite ne semble pas être augmentée par rapport à une population témoin.

## Aspects légaux
La dornédarone a reçu un avis de conformité de Santé Canada le 11 août 2009 et est commercialisée dans ce pays sous le nom commercial Multaq, par Sanofi-Aventis. La seule indication retenue est pour les patients ayant subi au moins un épisode de fibrillation auriculaire (FA).
En Europe, l'autorisation de mise sur le marché date de novembre 2009, avec une commercialisation en France un an plus tard. Son déremboursement total est proposé pour le 1er décembre 2011 en France par le ministère de la Santé, alors qu'il était remboursé jusqu'alors à 65 %.